# Lewkowiec
Lewkowiec is een dorp in de Poolse woiwodschap Groot-Polen. De plaats maakt deel uit van de gemeente Ostrów Wielkopolski en grenst hier dan ook direct aan.
Voor 1932 was het dorp gelegen in de provincie Odolanowskim, in de jaren 1932 tot en met 1975 was het onderdeel van de gemeente Ostrów Wielkopolski, tussen 1975 en 1998 van de provincie Kalisz en vanaf 1999 maakt het weer deel uit van de gemeente Ostrów Wielkopolski.
Lewkowiec ligt ongeveer 9 kilometer noordoostelijk van Ostrów Wielkopolski en 99 kilometer zuidoostelijk ten opzichte van Poznań, de hoofdstad van de provincie.
In het dorp ligt een kleine oude Duitse begraafplaats met graven uit de 19e en begin 20e eeuw.